# IFIP-Institut du porc
L'IFIP - Institut du porc est un institut technique agricole français, qui a pour mission d'accompagner les organisations professionnelles de la filière porcine. Il a été créé en 2006 par regroupement des activités de recherche et développement du CTSCCV (Centre technique de la salaison, de la charcuterie et des conserves de Viandes), créé en 1954, et de l'ITP (Institut technique du porc), lui-même créé en 1961.
Le financement des études et des services est assuré par trois sources principales : les entreprises, l’Interprofession Inaporc, et les organismes publics. L’Institut bénéficie du financement du programme national de développement agricole et rural du ministère de l’agriculture. Il est agréé comme centre technique agro-industriel et centre technique agricole.

## Missions
L’IFIP - Institut du porc réunit les différents métiers de la filière porcine française : fabricants artisanaux et industriels de charcuterie, alimentation animale, amélioration génétique, abattage-découpe et élevage. Il produit et diffuse des références techniques et économiques pour le pilotage et l’évolution des activités du secteur porcin.
Son activité de recherche et développement vise à améliorer la compétitivité et la durabilité de la filière porcine,.

## Domaines d'expertise
L'IFIP - Institut du porc concentre ses activités dans quatre domaines :  
- économie de la filière porcine [5];
- viandes et charcuteries ;
- amélioration génétique ;
- techniques d'élevage[6],[7].

## Conservation des races d'élevage
À la suite de la mise en place de la loi
sur l'élevage du 28 décembre 1966 (dite loi Poly), l'ITP se voit confier la maîtrise d'œuvre du programme de sauvegarde des races porcines d'élevages originaires du territoire français et considérées comme menacées, sous l'autorité du ministère de l'Agriculture et de la commission nationale de l'amélioration génétique (CNAG).

## Coopérations internationales
Les programmes de recherche de la Commission européenne sont le support de collaboration de l’IFIP avec ses homologues européens. L’Institut participe également à des groupes de travail européens permettant le partage d’expertise et de méthodes. A l’international, l’Institut accompagne les entreprises françaises dans le développement de projets,.